# Dmytro Majiwski
Dmytro Majiwski ps. Kosar, Sonar, Taras, Majczenko, Kryha (ur. 8 listopada 1914 w Reklińcu koło Żółkwi, zm. 19 grudnia 1945) – ukraiński działacz nacjonalistyczny, członek Prowodu i Biura Prowodu OUN-B.
Syn nauczyciela. Ukończył gimnazjum oraz kursy handlu, pracował w ukraińskiej spółdzielczości. Z powodów politycznych został usunięty z seminarium nauczycielskiego w Sokalu, ukończył podobne seminarium w Rudniku nad Sanem.
Do Organizacji Ukraińskich Nacjonalistów należał od 1933, w 1934 został skazany na 10 lat więzienia za działalność antypaństwową. Uwolniony po wybuchu II wojny światowej. Był powiatowym przewodniczącym OUN w Żółkwi, okręgowym przewodniczącym OUN na Chełmszczyźnie (1939–1940), następnie okręgowym przewodniczącym OUN w Sokalu (1940–1941). Był w 1939 uczestnikiem II Wielkiego Zjazdu OUN.
W marcu 1940 został ciężko ranny w okolicach Żółkwi. Był członkiem grupy marszowej OUN i członkiem Krajowego Prowodu OUN na Kijowszczyźnie (na stanowisku zastępcy przewodniczącego). Po likwidacji przez hitlerowców rządu Stećki zszedł do podziemia. 20 listopada 1942 we Lwowie trafił w zasadzkę gestapo. W strzelaninie zastrzelił dwóch gestapowców, sam również odniósł rany, ale udało mu się uciec.
Był głównym redaktorem organu OUN-B „Ideja i czyn”. Od kwietnia 1943 był jednym z 3 członków kolegialnego Biura Prowodu OUN-B (razem z Romanem Szuchewyczem i Zinowijem Matłą).
W grudniu 1945 wraz z Dmytrem Hrycajem wyruszył na spotkanie ze Stepanem Banderą w Bawarii, jednak na granicy czechosłowacko-niemieckiej wpadli w zasadzkę, i Majiwśkyj zastrzelił się, aby uniknąć aresztowania.